# Регентски период
Регентски период или регентско доба обухвата период прошлости Уједињеног Краљевства од 1811. до 1820. године. Због менталног обољења, енглески краљ Џорџ III био је неспособан да влада. Уместо њега је владао његов син, принц од Велса, као принц регент. Отуда и назив "Регентско доба" (Regency period).

## Спољна политика
У том периоду владала је оштра економска криза проузрокована континенталном блокадом Наполеона Бонапарте. Потом је уследила победа код Ватерлоа и Бечки конгрес, а Наполеонова моћ је срушена. Уједињено Краљевство је имало великог утицаја на доношење одлука на Бечком конгресу. Бечким конгресом краљевство је успоставило своју трговачко-индустријску хегемонију у Европи по слому континенталне блокаде. Сачувало је холандске и шпанске колоније које је заузело у време револуције и Наполеонових ратова - Капленд, Цејлон, Британску Гвајану и острво Тринидад, острво Малту, а добило је и пројекторад над Јонским острвима (кључ за господарење источним делом средоземног мора). 
Уједињено Краљевство је 1812. године водило краткотрајан рат и са САД који се завршио без територијалних промена. 

## Унутрашња политика
У међувремену, индустријска револуција разбијала се својим током. На политичком плану у земљи је јачао покрет за реформу парламента. 1811. године избио је масовни раднички покрет - Лудизам. Влада је сурово угушила покрет (1812) осуђујући осам људи на смрт вешањем, седамнаест чланома покрета на по седам година робије, а седморицу на по шест месеци затвора. 1816. година била је врло немирна. Дошло је до масовног иступања лудита. У Бирмингему су се почели комешати незапослени металци; у Њукастлу рударски радници су покушали да организују масовни покрет на Лондон; у Глазгову је дошло до крвавих сукоба између владе и војске. Крајем 1816. године исти покушаји изведени су и у Лондону. 
Године 1818. демократски покрет у земљи први пут је добио масовни карактер. Парламент је био засут петицијама да се изврши реформа изборног закона, да се укине закон о царини на жито и закон којим су били забрањени раднички савези. 16. августа одржан је митинг на Питерфилду близу Манчестера. Председничко место заузео је један од најпопуларнијих народних говорника, Хенри Хент. Војска је оружјем растерала митинг. Том приликом погинуло је петнаест људи, а међу њима и четири жене и један дечак. Рањених је било више од четири стотине. Да би дефинитивно угушила народни покрет, влада је донела шест ванредних закона који су добили назив "акта о зачепљивању уста", јер је њима била укинута слобода говора, збора и штампе. 
Масакр на Питерфилду савременици су са иронијом назвали поразом код Питерлоа по аналогији са битком код Ватерлоа. Он је изазвао велику узрујаност у демократским круговима енглеског становништва. 
Дана 29. јануара 1820. године умро је Џорџ III, а принц регент је ступио на престо као Џорџ IV. Он је владао до 1830. године када га је наследио брат Вилијам IV.